# Omajjaden
De Omajjaden (of Omayyaden, Oemayyaden, Umayyaden, Banu Umayya) waren een dynastie die van 661 tot 750 het Islamitisch Kalifaat regeerde. De Omajjaden waren van oorsprong een belangrijke Arabische clan uit Mekka die binnen de snel groeiende islamitische wereld de macht greep. In totaal regeerden veertien leden van de clan als kalief over het Arabische Rijk. De laatste van hen werd in 750 verslagen, waarna de macht op de dynastie van de Abbasiden overging. Een gevluchte prins, Abd al-Rahman I, zette de dynastie voort in Iberië. Daar bleven de Omajjaden tot 1027 aan de macht.

## Inleiding
De Omajjaden-clan behoorde tot de Qoeraisj, een groep clans die leefde in Mekka en de streek Hidjaz in het westen van het Arabisch Schiereiland. De Omajjaden worden soms ook aangeduid met de (iets bredere) term Banu 'Abd Shams ("nakomelingen van 'Abd Shams"). 'Abd Shams was een zoon van 'Abd Manaf, net als Hasjiem, de voorvader van de Hasjemieten-clan waartoe de profeet Mohammed behoorde. 'Abd Manaf stamt, volgens de traditie, weer af van Ismail (Ismaël), de zoon van Ibrahim (Abraham).
Vóór de islam zich verspreidde was er dus al een eeuwenoude vurige concurrentie tussen de Hasjemieten waartoe Mohammed behoorde en de Omajjaden waartoe Moe'awija behoorde en deze twee groepen bestreden elkaar om de leiding te krijgen over de clans van Qoeraisj. Na Mohammeds terugkeer in Mekka werd hiermee de strijd tussen de twee clans beslecht, bekeerden de Omajjaden zich tot de islam en onderworpen zich aan de Hasjemieten, maar de eeuwenoude nijd was daarmee niet verdwenen.

### De eerste twee Rechtgeleide Kaliefen

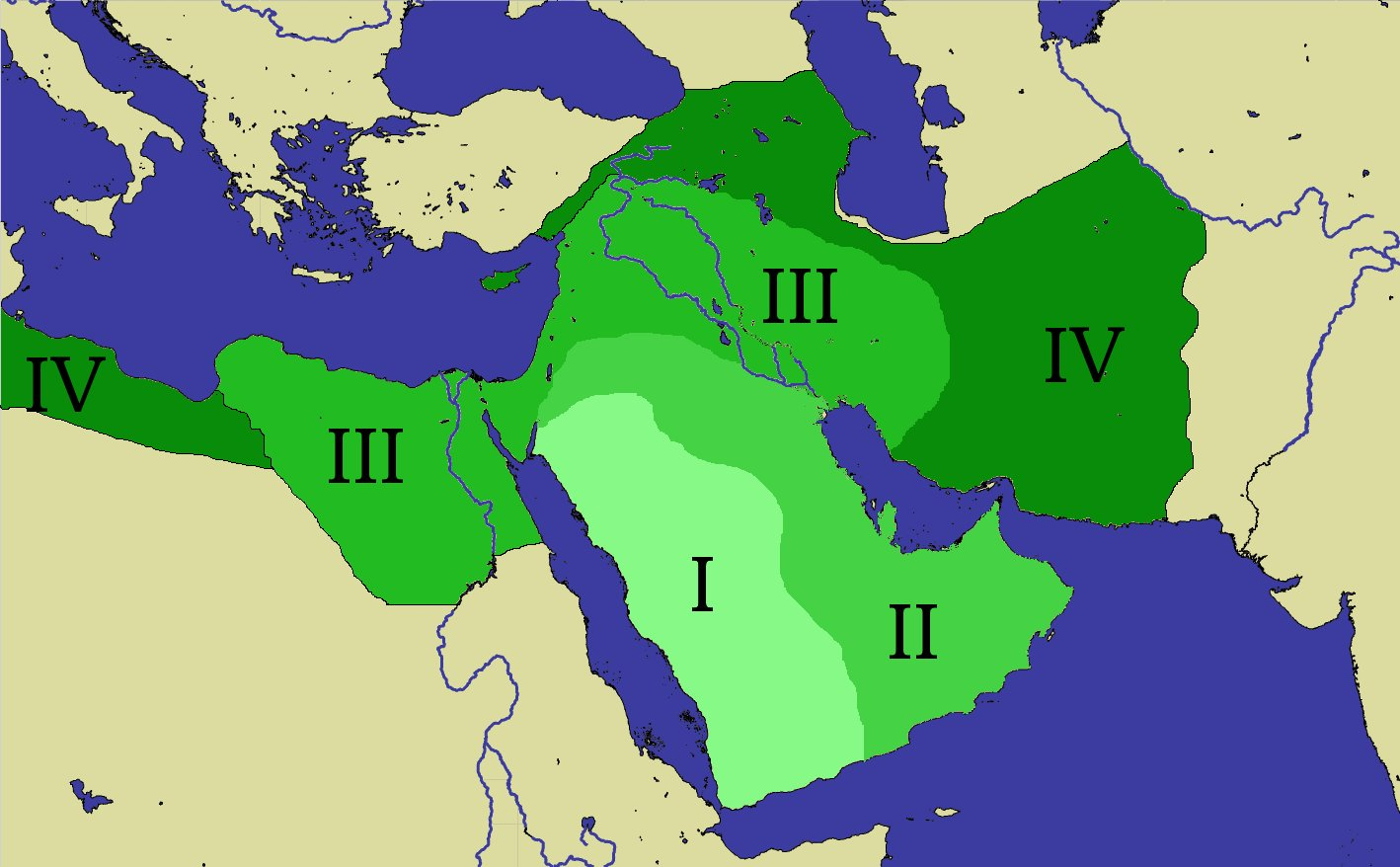
Groei van het rijk onder: I - Mohammed; II - Aboe Bakr; III - Omar en IV - Othman

Na Mohammeds dood werden opvolgers aangesteld. Deze opvolgers kregen de titel emir al-mu'minin of Commandant van de Gelovigen, de Rashidun. Eerst regeerde Mohammeds vriend en metgezel Aboe Bakr twee jaar lang en vervolgens Omar 10 jaar lang die uiteindelijk vermoord werd door een Perzische slaaf in 644.

### De derde Rechtgeleide Kalief
De derde commandant was Oethman van de clan van de Omajjaden. Hij wordt niet gezien als deel uitmakend van de Omajjaden-dynastie, aangezien hij gekozen werd door de brede kerngroep van moslims en zijn status als vroege moslimbekeerling. Hij wees ook geen opvolger aan vanuit zijn clan.
Maar er kwam al snel kritiek van de Hasjemieten omdat Oethmans regering bijna alleen maar bestond uit mannen van zijn eigen Omajjadenclan. Zo benoemde hij clanleden als gouverneurs in Egypte, Koefa en Basra (beide nu in het huidige Irak). Ook het veel bekritiseerde beleid van zijn voorganger Omar met betrekking tot belastingen op grondgebied werd door Oethman overgenomen. Dit beleid hield in dat belastingen afkomstig uit veroverde gebieden naar het toenmalige bestuurscentrum Medina gestuurd moesten worden, ten voordele van dit centrale bestuur, de soldaten die het land veroverd hadden en hun families. Landeigenaren buiten Medina vonden daarentegen dat hun lokaal opgebrachte belastingen ook lokaal gebruikt moesten worden.
Oethman werd in 656 door rebellerende moslims uit Fustat (Egypte) vermoord in zijn huis in Medina nadat onderhandelingen tussen hen en Oethman over de kwestie van de belastingheffing op niets uitgelopen waren.

### De vierde Rechtgeleide Kalief

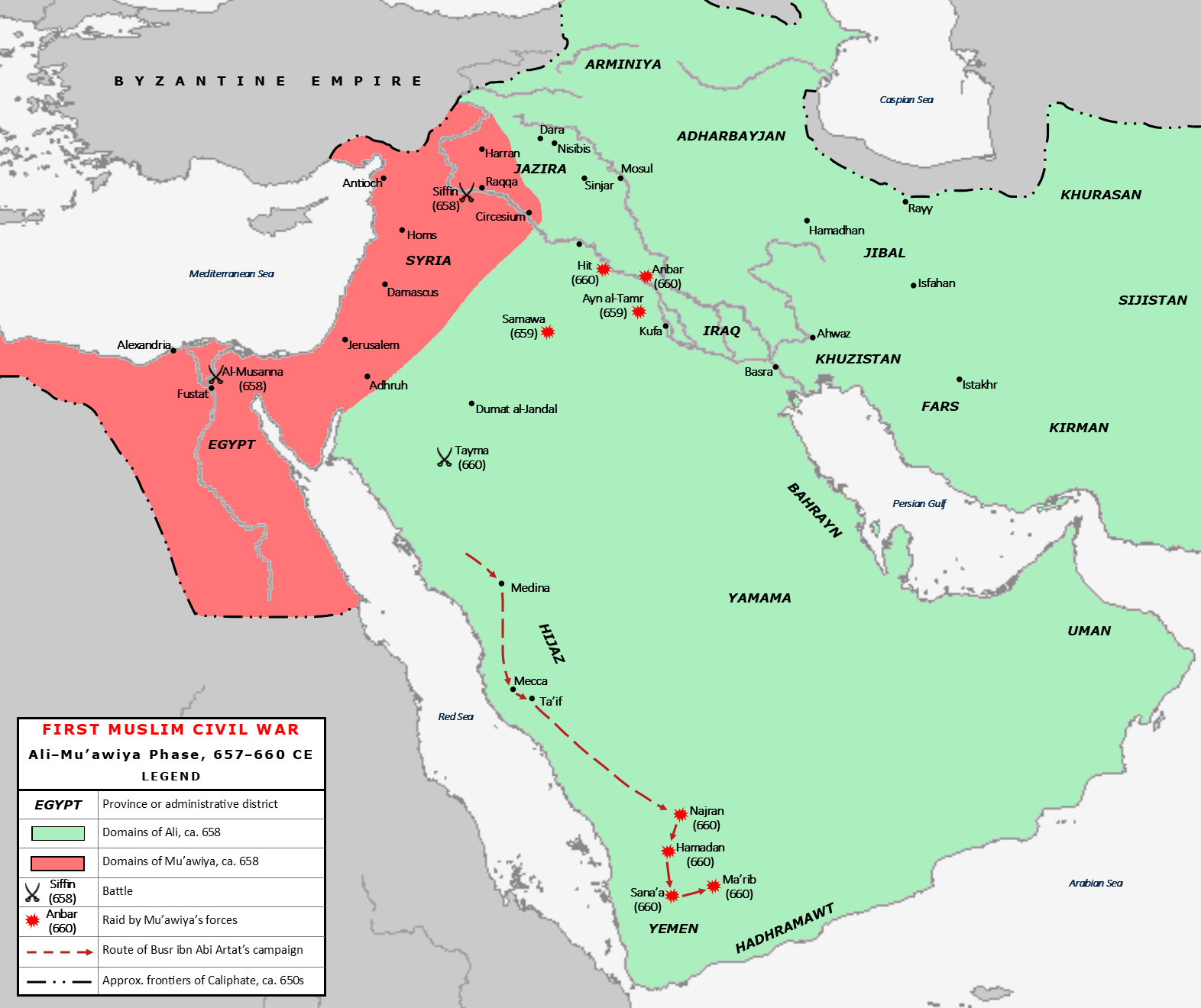
Kaart van het conflict tussen kalief Ali (r. 656-661) en gouverneur van Syrië Mu'awiya ibn Abi Sufyan tijdens de eerste islamitische burgeroorlog.

De nieuwe kalief werd de Hasjemiet Ali, een neef en schoonzoon van Mohammed. Ali kreeg onmiddellijk tegenstand van enkele metgezellen van Mohammed, Talha en Zubayr, en de weduwe van Mohammed, Aïsja. Zij marcheerden van Mekka naar Basra, waar ze een leger op de been brachten. Ali ging naar Koefa waar hij ook een leger opbouwde om strijd te kunnen leveren tegen hen. In 656 stonden de twee strijdmachten tegenover elkaar in de Slag van de Kameel. Ali won de strijd overtuigend: Talha en Zubayr werden gedood en Aïsja werd teruggebracht naar Medina. De overwinnaars hadden niet de moed om de weduwe van Mohammed te executeren en zij werd daarom de rest van haar leven onder huisarrest geplaatst.
Vrij snel hierna daagde de gouverneur van Damascus, de nog door Oethman aangestelde Omajjaad Moe'awija, de zoon van Aboe Sufyan, Ali uit om de moordenaars van Oethman te vinden om hen te kunnen straffen. Toen Ali dit niet deed, leidde Moe'awija een leger tegen Ali in 657. De strijd verliep echter slecht voor Moe'awija en op het punt van het verliezen van de oorlog vroeg hij vervolgens aan Ali om arbitrage. Ali stemde toe en de arbitrage stond Moe'awija zelfs toe zijn ambt in Damascus te behouden. De vergevingsgezinde Ali verloor hierdoor echter de steun van een grote groep minder verdraagzamen, de kharidjieten ("zij die weggingen" of "rebellen") en hij werd in 661 door een van hen vermoord. Deze strijd staat bekend als de Eerste Fitna of burgeroorlog.

## Omajjaden aan de macht
Sommigen van Ali's aanhangers eisten dat Ali's oudste zoon Hassan de nieuwe kalief zou worden. Moe'awija, die dreigde de burgeroorlog verder te zetten, ging onderhandelen met Hassan. Beiden kwamen overeen en Hassan trok zich terug. Moe'awija's kalifaat werd niet meteen door iedereen geaccepteerd, vooral niet door de kharidjieten en mensen van Ali's partij (de Sji'at Ali, later bekend geworden als de sjiieten). Degenen die Moe'awija erkenden werden soennieten genoemd. 
In 680 verbrak Moe'awija de overeenkomst met Hasan en duidde zijn zoon Yazid I aan als zijn opvolger. Ali's andere zoon Hoessein riep zichzelf na Moe'awija's dood uit tot kalief. In de Slag bij Karbala in 680 kwam het tot een treffen tussen Hoesseins aanhangers en de Omajjaden. Hoessein sneuvelde hierbij. Hoessein en zijn vader Ali worden door de sjiieten als martelaars vereerd. De slag bij Karbala wordt elk jaar herdacht (voornamelijk door de sjiieten) tijdens Asjoera. 
In eerste instantie lieten de Omajjaden de bestaande Grieks- en Perzischtalige bureaucratieën vrijwel intact. Pas onder Abd al-Malik (r. 685-705) werd Arabisch de officiële taal van het rijk. Vanuit de verschillende brokstukken van de voorgaande rijken werd een nieuw islamitisch rijk gecreëerd. Abd al-Malik was ook de eerste leider die de titel kalief ('opvolger') gebruikte.

### Uitbreiding van het rijk

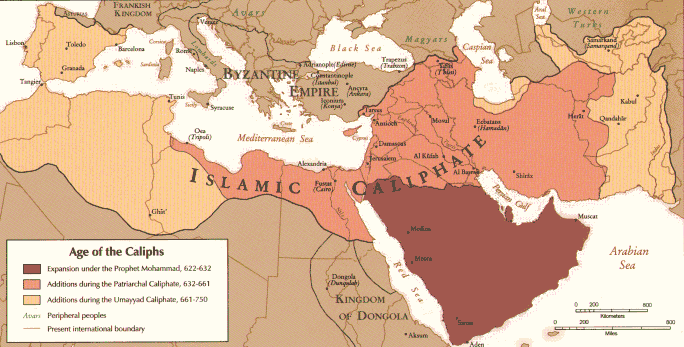
Maximale grootte van het Rijk

Onder de dynastie van de Omajjaden werd het Arabische Rijk enorm uitgebreid. Het rijk van de Sassaniden in Perzië werd in zijn geheel veroverd, evenals de zuidelijke provincies van het Byzantijnse Rijk en de noordkust van Afrika, tot aan Iberië toe. Deze twee eens zo machtige rijken waren door een lange onderlinge oorlog in de decennia voorafgaand aan de Arabische veroveringen ernstig verzwakt. De vroegere Byzantijnse gouverneurszetel Damascus werd de hoofdstad van het Arabische Rijk.

### Staatsinrichting
Abd al Malik was de belangrijkste staatkundige hervormer van de Omajjaden. Onder zijn regeringsperiode ontwikkelde het rijk zich verder. In 697 introduceerde hij de dinar als munt. Daarnaast voerde hij het Arabisch in als de officiële taal, zette hij een postdienst op en liet hij de Rotskoepel in Jeruzalem bouwen. Ook introduceerde hij de islamitische kalender.

### Opvolging
Officieel was er geen familie-opvolging maar in de praktijk was het altijd de oudste zoon of een ander familielid die de nieuwe kalief werd.

## Religie en cultuur onder de Omajjaden

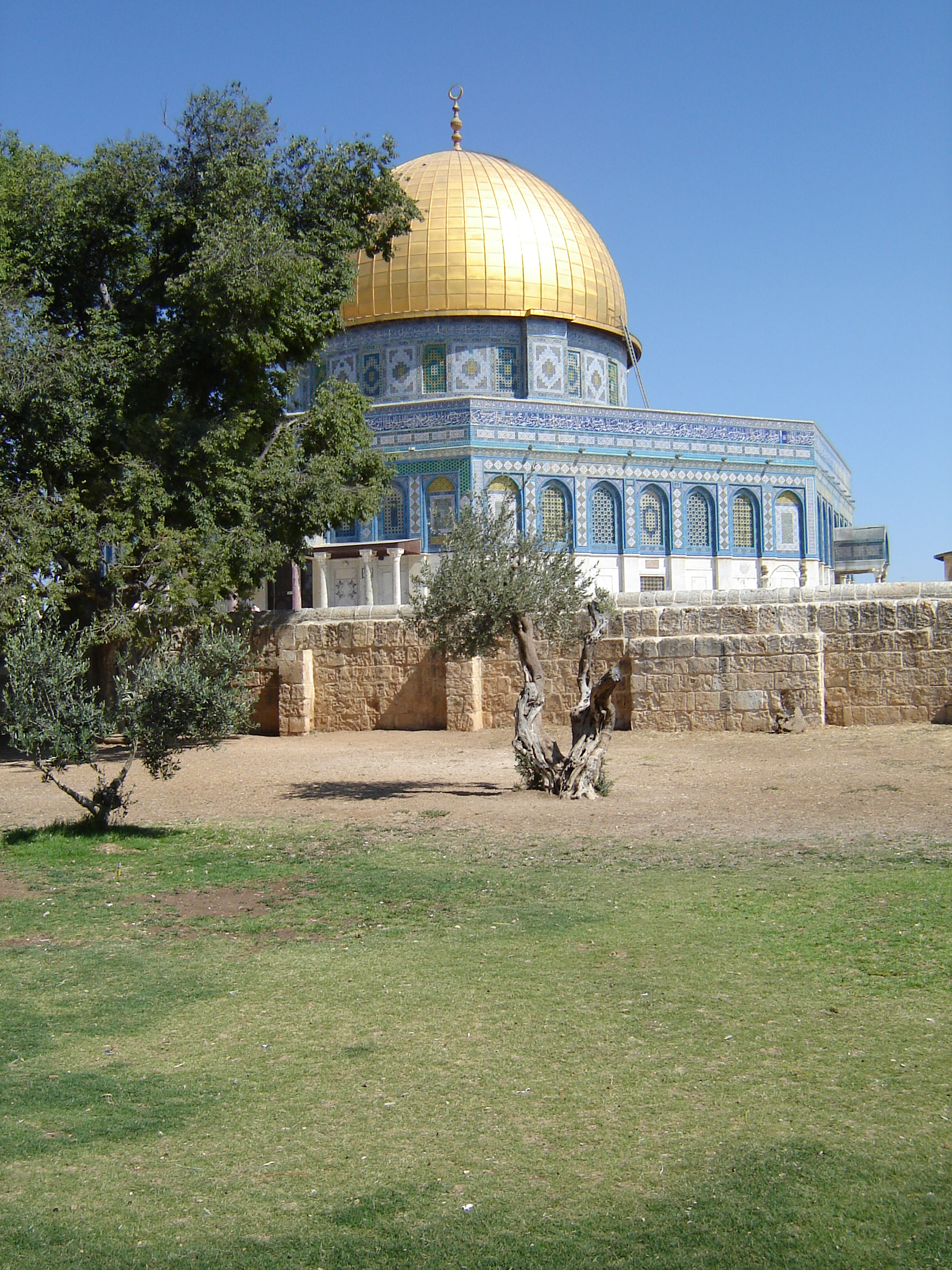
Rotskoepel in Jeruzalem

De Grote moskee van Damascus

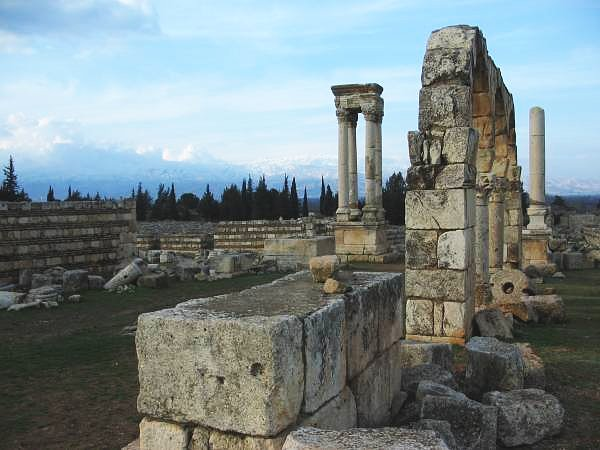
Ruïnes van Anjar in Libanon

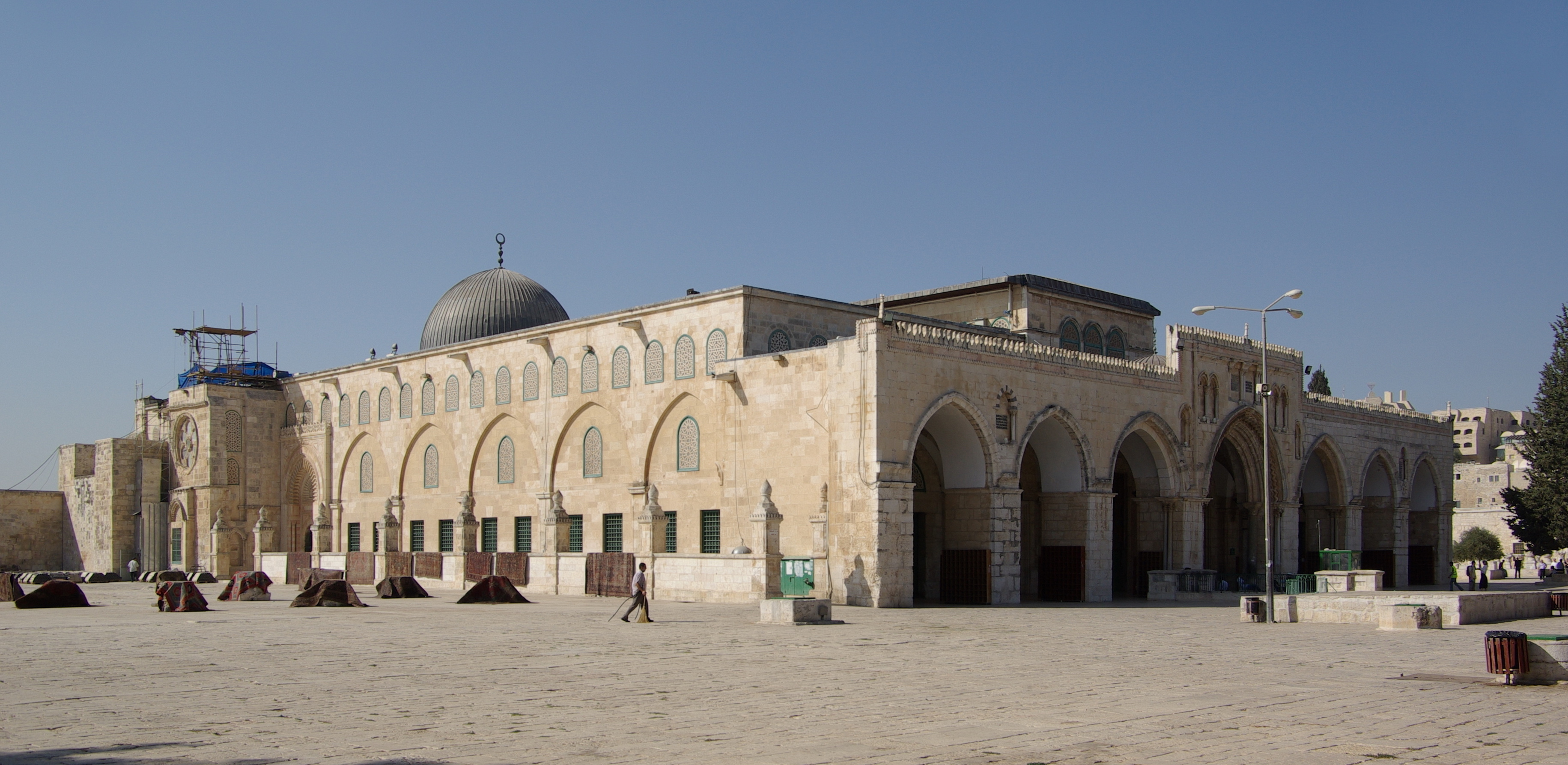
al Aqsamoskee in Jeruzalem

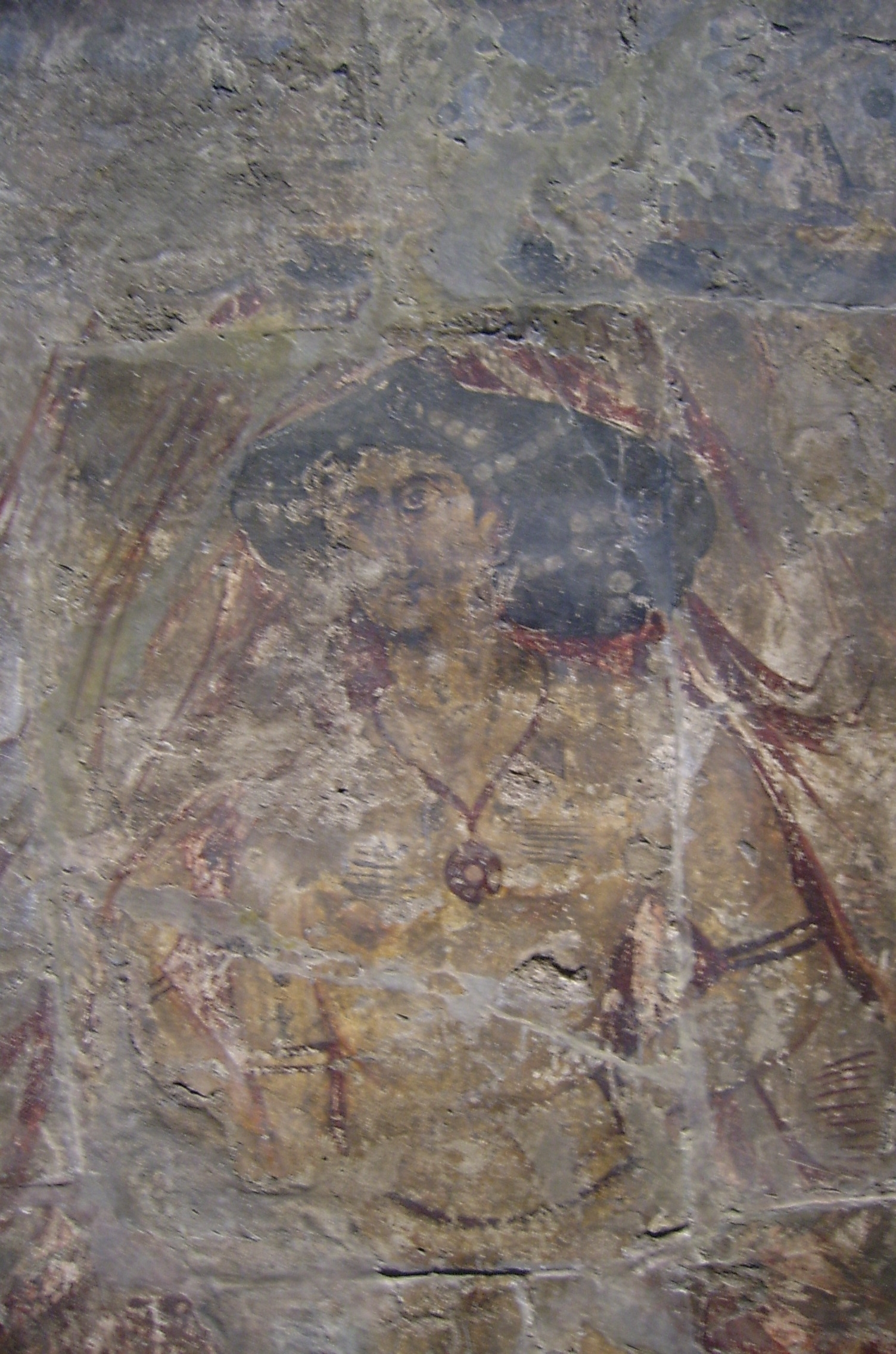
Fresco in Quseir Amra

### Religie
Naast de soennitische islam werden aanvankelijk andere geloven getolereerd. Volgens sommige auteurs waren de Omajjaden zelfs zeer seculier. De regerende Omajjaden namen vele christenen in dienst, waaronder de latere kerkvader Johannes Damascenus. Veel christelijke groepen in het Midden-Oosten (jakobieten, nestorianen en anderen) treurden waarschijnlijk niet om het verdwijnen van het Byzantijnse gezag, dat hen immers eeuwenlang had vervolgd wegens 'ketterij'. Rond 650 schreef de nestoriaanse patriarch Isho'yahb: 
De Arabieren die van God nu de wereld mogen regeren, vervolgen de christelijke godsdienst niet. Integendeel, ze zijn die gunstig gestemd, eerbiedigen onze priesters en de heiligen van de Heer en bieden kerken en kloosters steun..
 Ook waren er christelijke stammen die zich bij de Omajjaden aansloten en zelfs meevochten in het leger van de Omajjaden.
Rond het eind van de 7e eeuw kregen de christenen het echter zwaarder. Hen werd een speciale belasting (de jizya) opgelegd. In 721 verklaarde kalief Yazid II dat afbeeldingen van mensen verboden waren (aniconisme), waarna ook veel iconen in kerken werden vernield.

### Ontwikkeling van bouwkunst en cultuur
Onder kalief Abd al-Malik kwam de Omajjadische bouwkunst tot bloei. Zijn eerste grote bouwwerk was de Rotskoepel (691) en de nabijgelegen Kettingkoepel.
Tijdens het bewind van kalief Abd al-Malik, dus ongeveer tachtig jaar na de dood van de profeet Mohammed, kregen de rituele geloofsverplichtingen een architectonische uitdrukkingsvorm in een aantal grote moskeeën. Voorbeelden van religieuze bouwkunst uit deze tijd zijn de Rotskoepelmoskee (691) en de Al-Aqsamoskee (710) te Jeruzalem en de Omajjadenmoskee te Damascus (ca. 710).
Enkele voorbeelden van seculiere bouwwerken zijn het kasteel Quseir Amra (715) ten oosten van Amman in Jordanië en ook de stad Anjar, thans een ruïnecomplex in Libanon.
Alle hierboven genoemde bouwwerken staan op de werelderfgoedlijst van UNESCO.

#### Moskeebouw
Onder de Omajjaden werd er begonnen met de bouw van zogenaamde vrijdagsmoskeeën. Deze moskeeën waren in wezen omsloten rechthoekige pleinen, waar de hele geloofsgemeenschap op vrijdagmiddag bij elkaar kwam.
In hun eerste bouwwerken werden reeds de meeste kenmerken opgenomen die ook tijdens de volgende eeuwen typerend zijn geweest voor de islamitische architectuur. Hiertoe behoorden onder meer: de mihrab (gebedsnis in de naar Mekka gerichte wand), de minbar (preekstoel), de maksura of omheinde ruimte voor de kalief of diens vertegenwoordiger, het waterbekken voor rituele reinigingen en ten slotte de minaret, vanwaar vijfmaal per dag de oproep tot gebed klinkt. De minaret bevond zich aan die zijde van het gebouw die het verst van de qibla — de naar Mekka gerichte wand — aflag.

#### Overige architectuur en cultuur
De paleizenbouw is nog weinig oorspronkelijk. Bekend zijn de woestijnkastelen in het gebied rondom de Jordaanse hoofdstad Amman. Naast Jordanië zijn er ook paleizen in Syrië en een tweetal ten westen van de Jordaan. Voorbeelden zijn Quseir Amra, Mushatta (beide Jordanië), Khirbat al-Mafjar (Palestina), Qasr al-Chair Algarbi en Qasr al-Chair al-Sharqi (beide Syrië).
In de decoratieve kunst komen vooral marmer en mozaïek voor. Eveneens ontwikkelde het gebruik van arabesken zich, evenals de stucco-decoratie welke putte uit de Sassanidische traditie. Ook verwierven de wand- en vloerschilderingen van Quseir Amra bekendheid. Een voorbeeld van de vloermozaïeken vinden we terug in het kasteel Khirbat al-Mafjar (Jericho) en het kasteel Mushatta in Jordanië.

## Het einde van de Omajjaden in het Midden-Oosten
De legitimiteit van de kaliefen werd al vrij snel in twijfel getrokken door de gewone moslims die meenden dat er een groot verschil was ontstaan tussen de luxe aan het hof en het egalitarisme van de vroege islam. Daarom werd in veel steden een vrome, geweldloze oppositie gevoerd, onder andere door de asceet Hasan al-Basri (gestorven in 728).
In 747 begonnen de Abbassiden, een groep rondom imam Ibrahim, een opstand in de Iraanse regio Khorasan. Hij was een achterkleinzoon van Abbas, een oom van Mohammed. Veel Perzen en andere niet-Arabieren voelden zich tot de opstand aangetrokken omdat de Arabieren niet-Arabieren niet als gelijkwaardig beschouwden. Daarnaast vonden velen dat de kaliefen in Damascus niet volgens de regels van de "oemma" leefden, maar te autocratisch regeerden. Imam Ibrahim werd gevangengenomen en zijn strijd werd voortgezet door zijn broer Abu-Abbas Al-Saffah.
In 750 werden in de Slag bij de Zab, nabij de Iraakse stad Koefa, de Omajjaden verslagen door de Abbasiden. Abu-Abbas Al-Saffah claimde daarop het kalifaat en stichtte de dynastie van de Abbasiden. Hiermee kwam een einde aan de dynastie van de Omajjaden in Damascus.

## Provincies
1. Al-Andalus
2. Armenië
3. Balqa
4. Basra
5. Damascus
6. Egypte
7. Homs
8. Ifriqiya
9. Irak
10. Jemen
11. Khurasan
12. Koefa
13. Mekka
14. Medina
15. Mosoel
16. Palestina
17. Qinnasrin
18. Sistan
19. Sind
20. Taif

## Kaliefen van de Omajjaden in Damascus

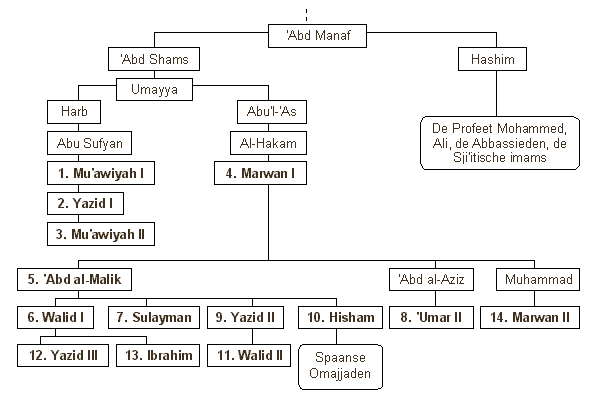
De Omajjaden kaliefen

De Omajjaden regeerden 89 jaar van 661 tot 750 en brachten 14 kaliefen voort.
| regeerperiode | naam                        | opmerking                                        |
| ------------- | --------------------------- | ------------------------------------------------ |
| 661 - 680     | Moe'awija I ibn Abu Sufyan  | Metgezel van de profeet Mohammed                 |
| 680 - 683     | Yazid I ibn Moe'awija       |                                                  |
| 683 - 684     | Moe'awija II ibn Yazid      |                                                  |
| 684 - 685     | Marwan I ibn Hakam          |                                                  |
| 685 - 705     | Abd al-Malik ibn Marwan     | Hij bouwde de Rotskoepel in Jeruzalem            |
| 705 - 715     | Al-Walid I ibn Abd al-Malik | Hij bouwde de Grote moskee van Damascus en Sanaa |
| 715 - 717     | Suleiman ibn Abd al-Malik   | Hij bouwde de Witte moskee in Ramla              |
| 717 - 720     | Omar II ibn Abd al-Aziz     | Vijfde rechtgeleide kalief                       |
| 720 - 724     | Yazid II ibn Abd al-Malik   |                                                  |
| 724 - 743     | Hisham ibn Abd al-Malik     | Grootvader van Abd al-Rahman I                   |
| 743 - 744     | Al-Walid II ibn Yazid II    |                                                  |
| 744           | Yazid III ibn al-Walid      |                                                  |
| 744           | Ibrahim ibn al-Walid        |                                                  |
| 744 - 750     | Marwan II ibn Mohammad      | Regeerde vanuit Harran                           |

## De Omajjaden vanAl-Andalus

Emiraat Córdoba

Om te verhinderen dat de dynastie van de Omajjaden zou terugkeren, liet Abu-Abbas al-Saffah alle overblijvende leden van de familie opsporen en executeren. Met deze radicale oplossing dacht hij het mogelijke gevaar van een tegencoup eens en voor altijd te bezweren. Een van de Omajjaden, Abd al-Rahman een kleinzoon van de Omajjaden kalief Hisham, kon evenwel ontsnappen en vluchtte naar Al-Andalus (Spanje en Portugal) waar hij de macht overnam van de rivaliserende Moorse facties en het emiraat Córdoba stichtte. De Omajjadische dynastie bleef aldus toch bestaan. Een nakomeling van Abd al-Rahman (Abd al-Rahman III) stichtte later het kalifaat Córdoba.

## Trivia
Het Kalifaat van de Rashidun, de Omajjaden en de Abbasiden worden ook wel eens het Arabische Rijk genoemd.